# فرودگاه جزیره سیری
فرودگاه جزیره سیری فرودگاهی در جزیره سیری در ایران است.

## شرکت‌های هواپیمایی و مقصدهای پروازی
| شرکت‌های هواپیمایی | مقصدهای پروازی |
| ----------------- | -------------- |
| هواپیمایی کاسپین  | شیراز، لامرد   |
| هواپیمایی آسمان   | شیراز          |
| هواپیمایی کارون   | شیراز          |